# 梅田竜二

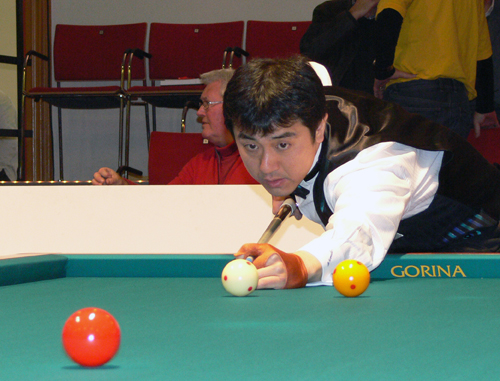

梅田 竜二（うめだ りゅうじ、1968年10月22日 - ）はJPBF（日本プロビリヤード連盟）所属のプロスリークッションプレーヤー。
東京都出身。実家がビリヤード場だったため、9歳からビリヤードを始めた。
2007年、世界スリークッション選手権大会において優勝し、シングルスとしては小林伸明選手以来、23年振り、日本人2人目の世界チャンピオンとなる。

## 主な成績
- 2006年
  - 全日本3クッション選手権大会 優勝
- 2006年
  - 第15回 アジア競技大会（ドーハ） 金メダル
- 2007年
  - 世界選手権3Cシングル（エクアドル）優勝
- 2009年
  - アダムジャパン杯 〜全日本プロ選手権大会〜 優勝
- 2010年
  - アダムジャパン杯 〜全日本プロ選手権大会〜 優勝